# Nanorrhinum webbianum
Nanorrhinum webbianum är en grobladsväxtart som först beskrevs av Johann Anton Schmidt och fick sitt nu gällande namn av Betsche. 
Nanorrhinum webbianum ingår i släktet Nanorrhinum och familjen grobladsväxter. Inga underarter finns listade i Catalogue of Life.